# Бальзамо-Кривелли, Джузеппе
Джузеппе Габриэль Бальзамо-Кривелли (итал. Giuseppe Gabriel Balsamo-Crivelli, 9 января 1800 — 15 ноября 1874) — итальянский ботаник, миколог, профессор минералогии, профессор зоологии, профессор сравнительной анатомии, натуралист (естествоиспытатель).

## Биография
Джузеппе Габриэль Бальзамо-Кривелли родился в Милане 9 января 1800 года.
В 1851 году он стал профессором минералогии и зоологии в Университете Павии, а также профессором сравнительной анатомии в 1863 году.
Бальзамо-Кривелли интересовался различными областями естествознания.
Джузеппе Габриэль Бальзамо-Кривелли умер в Павии 15 ноября 1874 года.

## Научная деятельность
Джузеппе Габриэль Бальзамо-Кривелли специализировался на Мохообразных, водорослях, семенных растениях и на микологии.

## Публикации
- 1863. Di alcuni Spongiari del Golfo di Napoli. Atti Soc. Ital. Sci. Nat. 5 : 284—302.